# Qurut

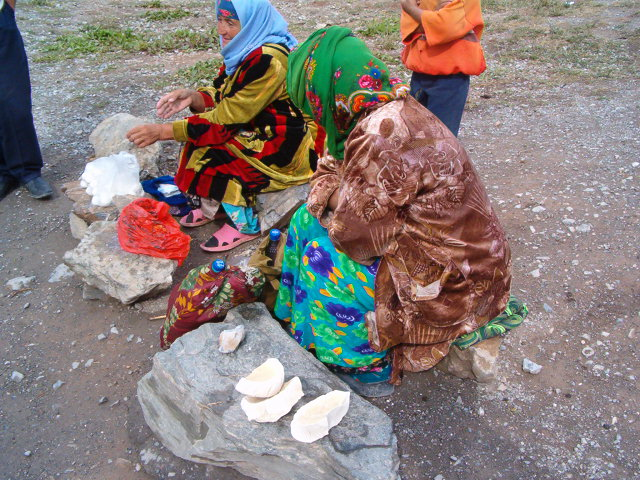
Qurut a la venta en Tayikistán.

El qurut (tayiko қурут, kirguís курут, de kuru, ‘seco’ en turco), qurt o kurt (kazajo құрт, tártaro qort), también aaruul (mongol ааруул), es un tipo de queso comido en todo el centro de Asia, a menudo como aperitivo. En Turquía se llama kurut y se hace a partir de yogur seco. El qurut consiste en leche agria seca y dura. Puede hacerse de diversas formas, incluyendo enrollándolo en bolas, cortándolo en tiras, y apretándolo en pedazos. A veces es salado, y en Mongolia Interior puede condimentarse y distribuirse como caramelo. En Tayikistán es el ingrediente tradicional del qurutob, un plato cocinado usando qurut disuelto en agua.